# Nagari Katialo
Nagari Katialo is een bestuurslaag in het regentschap Solok van de provincie West-Sumatra, Indonesië. Nagari Katialo telt 876 inwoners (volkstelling 2010).